# کاستلا
کاسترا یا به تلفظ ژاپنی کاسترا (به ژاپنی: カステラ Kasutera) نوعی کیک اسفنجی محبوب در ژاپن است که مواد آن را آرد گندم، شکر، تخم مرغ و میزوآمه تشکیل می‌دهند. این کیک در حال حاضر به‌خصوص در ناگاساکی تولید می‌شود اما در اصل منشأ آن کشور پرتقال است و در قرن شانزدهم از این کشور به ژاپن وارد شده‌است. نام آن از زبان پرتقالی و واژهٔ Pão de Castela به معنی نانِ کاستیل گرفته شده‌است.